# Frank Muller
Frank Muller foi um ator de televisão, mais conhecido como narrador de audiolivros. É considerado por muitos fãs e críticos o maior narrador americano do século XX. Em 5 de novembro de 2001, Muller sofreu um grave traumatismo craniano, bem como múltiplas fraturas, devido a um acidente de motocicleta, ocorrido na Califórnia.

## Sua Vida
Muller nasceu nos Países Baixos em 5 de maio de 1951, e era o mais velho de cinco filhos. Sua família emigrou para o Estados Unidos quando ele tinha cinco anos de idade.
Faleceu no University Hospital em Durham (Carolina do Norte, EUA) no dia 4 de junho de 2008.

## Carreira
Muller era um ator de formação clássica que começou sua carreira trabalhando no palco e fazendo comerciais. Ele passou muitos anos no palco de Nova York, onde se tornou membro da empresa Riverside Shakespeare Company, para o qual ele desempenhou o papel-título em King Henry V, Edmund o Bastardo em A História do Rei Lear, e o papel principal em Cyrano de Bergerac, além de se apresentar com a Roundabout Theatre Company e o New York Shakespeare Festival entre outros. Ele também interpretou papéis coadjuvantes na televisão em programas como Law & Order, Life Goes On, Harry and the Hendersons e All My Children.
Porém, é como narrador que ele é mais conhecido. Em 1979, Henry Trentman fundava a Record Books foi quando Muller foi contratado como um narrador. A empresa começou por publicar áudio de domínio público, como The Call of the Wild, A Tale of Two Cities, mas mais tarde expandiria em direitos autorais. Muller logo se tornou o narrador preferido dos autores, tais como Stephen King, John le Carré, John Grisham, Elmore Leonard e muitos outros.
Muller venceu em 2003 a Audie Awards para Melhor Masculino persurso Narrador a sua leitura de Elmore Leonard 's  Tishomingo Blues.

## Acidentes de Moto
Em 5 de novembro de 2001, enquanto pilotava sua motocicleta em  Los Angeles, Muller foi lançado a partir da moto e pousou sobre sua cabeça e o tórax. Embora ele estivesse usando um capacete, sofreu grave traumatismo na cabeça e mais tarde foi diagnosticado com a lesão axonal difusa.
Muller foi levado para Antelope Valley Medical Center de Lancaster, Califórnia, onde ele sofreu três paradas cardíacas.
Muller passou por sete cirurgias e estava em coma há mais de um mês. Ele não conseguiu trabalhar desde o seu acidente.
Em 2002, Stephen King, que também tinha sofrido um acidente com risco de morte, automobilístico, organizou um evento beneficente para Muller com Pat Conroy, John Grisham, e Peter Straub. King passou a ajudar a encontrar os Wavedancer Fundation, uma organização dedicada para ajudar deficientes físicos, escritores e membros da comunidade de produção.

## Vida pessoal
Muller era casado com Erika Muller e tem dois filhos, Diana e Morgan. Em 2003, os Mullers mudaram-se para uma casa em Raleigh (Carolina do Norte), que foi modificada especificamente para Frank e suas necessidades terapêuticas de reabilitação.